# هوبير فالكو
هوبير فالكو (بالفرنسية: Hubert Falco)‏ هو سياسي فرنسي، ولد في 15 مايو 1947 في فرنسا. حزبياً، نشط في الاتحاد من أجل حركة شعبية والاتحاد من أجل الديمقراطية الفرنسية والديمقراطية الليبرالية (حزب سياسي) والحزب الجمهوري (فرنسا).

## مناصب
- انتخب نائب فرنسي عن دائرة Var's 6th constituency [الإنجليزية]‏ خلال فترته النيابية  [لغات أخرى]‏ (2 أبريل 1993 – 24 سبتمبر 1995).
- انتخب عضو المجلس العام  [لغات أخرى]‏.
- انتخب عضو مجلس الشيوخ الفرنسي.
- انتخب رئيس بلدية [الإنجليزية]‏ Pignans [الإنجليزية]‏ (11 مارس 1983 – 18 مارس 2001).
- انتخب نائب فرنسي عن دائرة Var's 6th constituency [الإنجليزية]‏ خلال فترته النيابية  [لغات أخرى]‏ (23 يونيو 1988 – 1 أبريل 1993).

## وصلات خارجية
- الموقع الرسمي